# Eugrapheus lineellus
Eugrapheus lineellus är en skalbaggsart som beskrevs av Leon Fairmaire 1896. Eugrapheus lineellus ingår i släktet Eugrapheus och familjen långhorningar.
Artens utbredningsområde är Madagaskar. Inga underarter finns listade i Catalogue of Life.